# 神奇四俠 (2005年電影)
《驚奇4超人》是一部於2005年上映的美國超級英雄電影，劇情改編自漫威漫畫旗下的同名超級英雄團體驚奇4超人，本片由漫威影業製作，並由二十世纪福斯負責發行，是第二部根据驚奇4超人的故事改编的电影，本片由添·史多利執導，並由艾恩·古福特、潔西卡·艾芭、麥克·切克里斯、克里斯·伊凡及朱利安·邁克麥霍主演。第一次改编的《驚奇4超人》于1994年上映。本片2005年7月8日在美国及加拿大上映；8月6日在台灣上映；9月29日在中华人民共和國大陆地区上映。

## 剧情
天才科学家瑞德·理查斯希望飞往宇宙风暴的中心，以揭开人类基因的秘密。然而政府官员卻建议减少這項研究的基金。瑞德只好接受老校友兼情敌维克多·冯·杜姆（一位亿万富翁）的经济援助。
于是瑞德和宇航员班·格林姆、冯·杜姆、瑞德的前女友蘇·史東和蘇·史東弟弟強尼·史東，五人一起踏上了前往太空探险的征程。实验开始時一切平安无事，直到太空组员接近风暴中心时，意外发生了。瑞德发现一个飞行速度的误算，随后几分钟，空间站被狂暴的宇宙射线吞没，并彻底转变了组员的基因。
返回地球后，所有人的症状马上显露，他们这次出生入死，给每个人带来意想不到的超能力：
- 瑞德·理查斯能够延展和扭曲自己的身体，随意改变成自己可以想象的任意形状。作为小队的领导者，他得到外号「神奇先生」。
- 蘇·史東变成了「隱形女俠」，她能够让自己的身体隐形，并发出强大的保护力场。
- 班·格林姆变成了通身遍布橘黄色岩石，具有超强力量的「石头人」。
- 強尼·史東变成了「霹雳火」，他可以让火焰迅速吞没身体，并能按自己的意愿到处飞行。

但是，冯·杜姆却因此被董事会罢免，失去了自己的财产，同时，他也成为了「末日博士」，具有了强大的超能力。他因此展开一系列报复行动，但最终被神奇四侠联手消灭。不过，在影片末尾，曾暗示他并没有被真正杀死。

## 演員
| 演員                           | 角色                                                          | 備註                                                                          |
| ------------------------------ | ------------------------------------------------------------- | ----------------------------------------------------------------------------- |
| 艾恩·古福特 Ioan Gruffudd      | 瑞德·理查斯 Reed Richards 神奇先生 Mr. Fantastic 台譯：奇幻人 | 小隊的領導者 超能力：延展和扭曲自己的身體，隨意改變成自己可以想像的任意形狀。 |
| 潔西卡·艾芭 Jessica Alba       | 蘇·史東 Sue Storm 隱形女 The Invisible Woman                  | 里德的女友 超能力：能夠使自己的身體隱形，並發出強大的保護力場。               |
| 麥克·切克里斯 Michael Chiklis  | 班·格林姆 Ben Grimm 石頭人 The Thing                          | 超能力：全身變化為黃色的岩石身軀，擁有小隊中最大力氣。                        |
| 克里斯·伊凡 Chris Evans        | 強尼·史東 Johnny Storm 霹靂火 The Human Torch                 | 蘇的弟弟 超能力：能使火焰迅速吞沒身體，並能按自身意願到處飛行。               |
| 朱利安·麦克马洪 Julian McMahon | 維克多·馮·杜姆 Victor von Doom 末日博士 Dr. Doom              | 反派 超能力：能夠吸收電氣並釋放出去，能量高溫                                 |

## 發行

### 評價
爛番茄新鮮度27%，基於204條評論，平均分為4.5/10，而在Metacritic上得到40分，差評居多。

### 票房
首映週末，《驚奇4超人》以56,061,504美元的票房位居當週冠軍。到了2005年年底，電影在世界各地的劇院累積收入330,579,700美元，其中154,696,080美元來自美國。

## 續集
由於電影票房達到3.3億美元，二十世紀福斯於2005年12月請導演添·史多利繼續執導續集，唐·佩恩編劇，美國於2007年6月15日上映。